# Wulfstan I
För andra betydelser, se Wulfstan (olika betydelser).
Wulfstan, död 26 december 956, var ärkebiskop av York mellan 931 och 952.
Han kallas ofta Wulfstan I för att skilja honom från den mer kände Wulfstan II, även han ärkebiskop av York.
Wulfstan biskopvigdes år 931.
År 939, invaderades Northumbria av kung Olaf Godfridsson av Dublin, varvid York ockuperades.
Kung Edmund I av England marscherade då norrut för att avlägsna Olaf från York, men misslyckades med detta. Istället arrangerade Wulfstan och ärkebiskopen av Canterbury, Wulfhelm, ett fredsfördrag 940 som överlät att arealen mellan Watling Street och Northumbria till Olaf. Denne avled dock under detta år, varvid hans kusin Olaf Sitricson ärvde York, och således kom att bli kung av Jórvík (vilket var det skandinaviska namnet på York).
Året 943 avsatte Wulfstan (som kommit att bli Northumbrias egentlige härskare) Olaf Sitricson, för återfall i hedendom, och insatte istället Ragnall Godfridsson, Olaf Godfridssons broder, på Yorks tron.
Olaf Sitricson dödade dock Ragnall år 945, och återtog så tronen.[4].
Under den tidiga delen av 947 tillträdde Eadred Englands tron, och Wulfstan svor en ed i syfte att erkänna Eadred som kung även i Northumbria.[5] 
Wulfstan erbjöd senare under samma år Erik Blodyx, som då var kung av Orkneyöarna, att bli kung av Jórvík, vilket denne accepterade. Året därpå, 948, avsattes dock Erik av Eadred, varpå Eadred återinstallerade Olaf Sitricson.
Wulfstan gav sig dock inte, utan lyckades genom intriger och manövrar återinsätta Erik Blodyx på Yorks tron år 952. Detta ledde då till att Eadred tvingades erövra York, varvid han samtidigt fängslade Wulfstan.
Anglosaxiska krönikan (version D) meddelar att Eadred lät arrestera Wulfstan, men om detta nu skedde, så måste de bägge kontrahenterna senare ha kommit till förlikning någon gång innan Eadreds död 955, eftersom Wulfstan var ärkebiskop när Eadred dog.
Urkunder attesterade av Wulfstan från 953 finns också bevarade.
Wulfstan dog den 26 december 956 i Oundle, Northamptonshire, och begravdes där.